# Fascistización

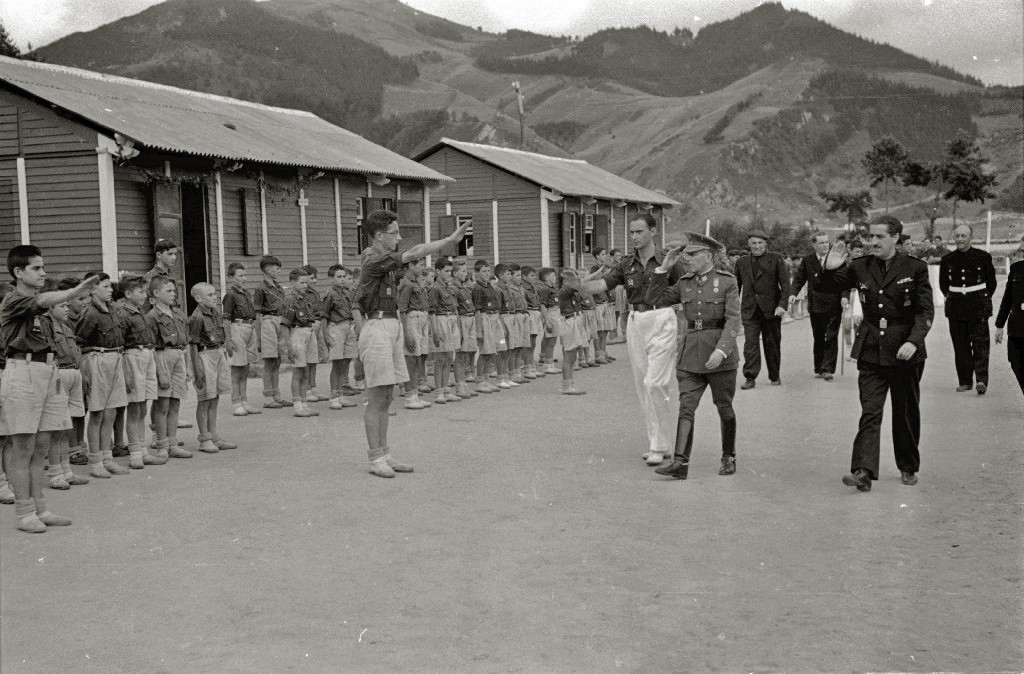
Saludo fascista en el campamento del Frente de Juventudes en Orio (España), 1944. El régimen franquista ha sido definido como «un régimen fascistizado por excelencia».

Se denomina fascistización al proceso de adopción de algunos de los elementos propios del fascismo por parte de un movimiento, un partido o un régimen político, proceso que puede culminar o no en su conversión en uno plenamente fascista pero que le acaba influyendo. Este proceso fue experimentado por buena parte de los movimientos, partidos o regímenes políticos de derechas europeos durante el periodo de entreguerras, cuando el fascismo se convirtió en la referencia política hasta su derrota en la Segunda Guerra Mundial. «Muchos sectores de la derecha conservadora y reaccionaria, además de buena parte de los regímenes por ella promovidos, buscaron en diverso grado inspiración en el fascismo, en su retórica y elementos de legitimación, en su eficacia contrarrevolucionaria, en algunas de sus instituciones y en sus formas de organización y control social».

## Definición y empleo del término
El historiador español Ismael Saz ha definido la fascistización como «el proceso que conduce a determinados sectores de la derecha clásica ―sea esta reaccionaria, conservadora, radical e incluso liberal― que ante el desafío de la democracia ―sociedad de masas, sería su acepción neutra, aunque no neutral― adopta una serie de elementos cuya novedad y funcionalidad es claramente imputable al fascismo, hasta el punto de que la resultante no será ya ni el fascismo en sentido estricto ni tampoco una derecha exactamente igual a cuanto lo era antes de su confrontación ―dialéctica, diríamos― con el propio fascismo».
El término de «fascistización» fue empleado profusamente durante el periodo de entreguerras (la época del fascismo) tanto por fascistas, como el español Ramiro Ledesma (bajo el seudónimo "Roberto Lanzas"), como por antifascistas (Stalin hablaba en 1933 de la «fascistización de la dictadura burguesa mediante el mantenimiento de las formas parlamentarias»).  El ejemplo más claro tal vez sea el del propio Benito Mussolini, líder de la Italia fascista, cuando profetizaba en sus discursos que en pocos años ¡Europa será fascista o fascistizada!. En la interpretación de Ismael Saz, Mussolini partía de la convicción de que el fascismo sería el fenómeno político dominante del futuro que en unos casos se impondría por sí mismo y que en otros condicionaría la evolución de otras fuerzas políticas o de otros regímenes que «sin ser específicamente fascistas responderían, al menos en ciertas formas externas e institucionales, a la influencia del fascismo».
El empleo del término «fascistización» fue rechazado por algunos historiadores por considerarlo confuso o poco claro, pero no dejaron de emplearlo ―el francés Rene Remond lo llegó a calificar en 1982 como un «subterfugio nominalista» pero lo utilizó, «con reservas», en su estudio de la derecha francesa del periodo de entreguerras―. Lo cierto es que el concepto ha sido utilizado en los estudios sobre el fascismo y sobre las derechas autoritarias en el periodo de entreguerras, aunque menos en lo que se refiere a los regímenes políticos de ese mismo periodo. Uno de los pioneros ha sido Ismael Saz que en 1993 propuso definir el franquismo, como una «dictadura fascistizada», intentando salir así del callejón sin salida en que se encontraba el debate sobre la naturaleza del franquismo treinta años después de iniciada la polémica tras la publicación del artículo del politólogo Juan José Linz en el que rechazó considerar al franquismo como un «régimen fascista», como generalmente se había hecho hasta entonces, y lo definió como un régimen autoritario. A partir de 1993 la tesis de Saz sobre el franquismo ha sido asumida por varios historiadores, como Enrique Moradiellos que en un libro sobre la historia de la dictadura de Franco publicado en el año 2000 escribió: «El historiador Ismael Saz ha expuesto con rigor esta interpretación del franquismo como régimen fascistizado, potencialmente equidistante entre el modelo totalitario fascista y la mera dictadura autoritaria y capaz de evolucionar en uno u otro sentido».
Saz también ha destacado que el proceso de fascistización afectó a todas las fuerzas de la derecha antirrepublicana y que se radicalizó tras el estallido de la guerra civil española, aunque los tradicionalistas se vieron menos afectados que monárquicos alfonsinos y cedistas porque «su apego a la tradición era más genuino, menos instrumental, pero ese mismo apego les dejaba sin perspectivas. Su antiliberalismo, a la vez antiestatista y antidictatorial, no tenía espacio alguno en el siglo XX». «Con pocas excepciones, la CEDA había ido acentuando progresivamente sus perfiles antidemocráticos, al tiempo que descubría en el fascismo mucho de aprovechable: su eficacia antirrevolucionaria, antimarxista y antiparlamentaria, su capacidad para encuadrar a las masas, su corporativismo, que podía ser enlazado con las vagas y semiolvidadas tesis del corporativismo católico. No le gustaba, ciertamente, el nacionalismo estatalista fascista ni su vocación totalitaria, que podía chocar con las pretensiones de la Iglesia. Pero en eso estribaba el juego, en tomar del fascismo sus ventajas prescindiendo de sus inconvenientes. Para los monárquicos alfonsinos, la situación era similar... Compartían, al respecto, con la CEDA toda la admiración por la eficacia contrarrevolucionaria y algunas de sus prevenciones. Pero tenían menos prejuicios antidictatoriales y, sobre todo, una gran confianza en su capacidad de manipulación. Lo que menos les gustaba del fascismo era lo que tenía de apariencia democrática, su voluntad de movilización-integración de las masas, pero confiaban en subsanar esta pequeña pega reforzando el control desde arriba de la experiencia dictatorial». «Quien, por supuesto, no precisaba fascistizarse era Falange, partido plenamente fascista».
Saz ha considerado al régimen franquista como el ejemplo emblemático de un régimen fascistizado. Y ha señalado al régimen de Vichy como el que presenta mayores semejanzas con el franquismo de los regímenes europeos fascistizados del periodo de entreguerras: «Parte de la misma debilidad relativa del sector fascista. Es instaurado a partir de una intervención militar. Desarrolla la misma retórica de la “revolución nacional” antidecadentista, antiliberal y antiparlamentaria. Hace del comunismo y la masonería sus dos granes enemigos y quiere restituir a la Iglesia y la familia como pilares de la sociedad. Establece un sistema corporativo, adopta una Charte du Travail, elementos del estado policiaco, organizaciones de masas y hasta una Milicia. Debe mucho al pensamiento de Action Française, pero también a los ejemplos italiano y alemán. Los componentes del compromiso autoritario son los mismos que en España, como lo es la hegemonía conservadora en su seno y una presencia sobresaliente en los primeros momentos de los sectores más conservadores y tradicionalistas. Hasta las figuras de Franco y Petain guardan más semejanzas entre ellos, en cuanto a su procedencia militar y sistema de valores, que respecto de Hitler o Mussolini. […] La Légion des volontaires français funcionó como el equivalente de la división azul española».